# 曹霖
曹 霖（そう りん、? - 嘉平2年12月15日（251年1月24日））は、中国三国時代の魏の皇族。祖父は曹操。父は曹丕（文帝）。生母は仇昭儀。異母兄は曹叡（明帝）。子は曹啓（嫡子）・曹髦（高貴郷侯）。

## 経歴
黄初3年（222年）に河東王に封ぜられ、黄初6年（225年）に館陶王に改封された。『三国志』「曹霖伝」によれば、性格は粗暴で荒々しく、後宮の侍女や婢女に暴力を振るい、時には殺害してしまうこともあったという。太和6年（232年）、異母兄の明帝によって東海王に改封された。嘉平2年（または嘉平元年）に死去し、東海定王と諡された。

## 子
- 曹啓（生没年不詳）

曹霖の嫡子。父の後を継いで東海王に封ぜられた。景初・正元・景元の間に加増され、父から受け継いだ物と合わせて6200戸の所領を得た。
- 曹髦（正始2年9月25日（241年11月15日） - 甘露5年5月7日（260年6月2日））

魏の第4代皇帝。少帝髦、廃帝髦、高貴郷公髦。